# Regiment Wielrijders

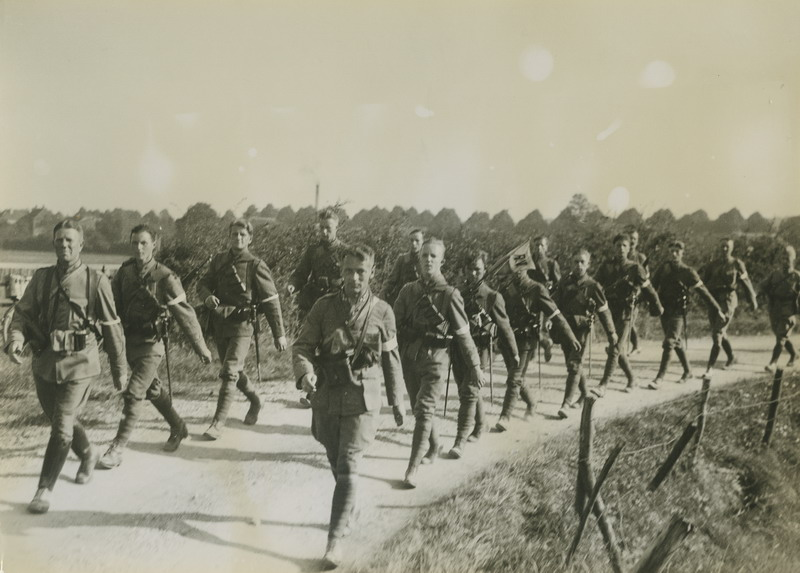
Wielrijders lopen 50 km per dag tijdens de Nijmeegse Vierdaagse van 1931

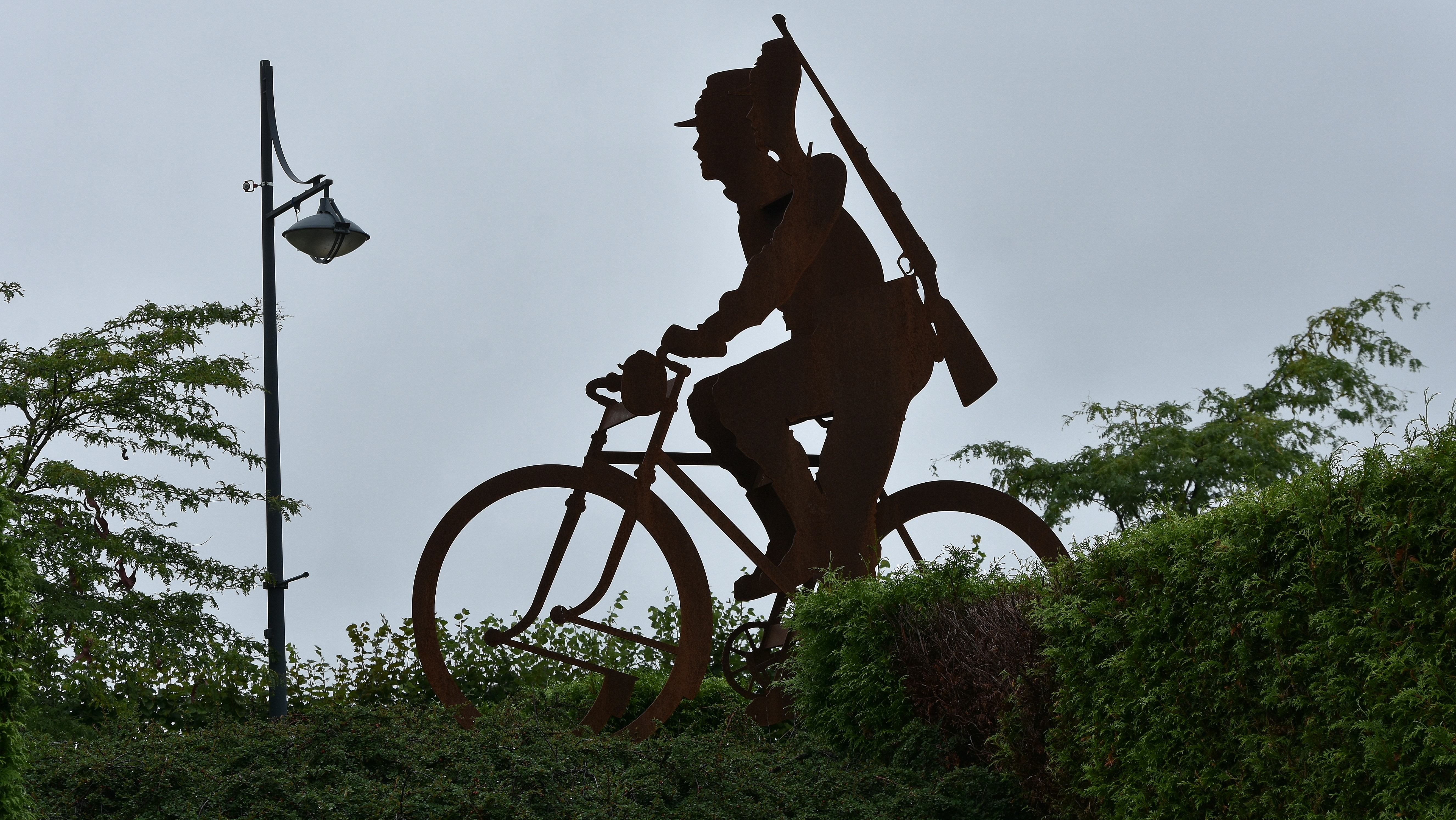
Cyclistensilhouet WO1 te Halen

Het Regiment Wielrijders (RW) was van 1924 tot 1946 een regiment militaire wielrijders in het Nederlandse leger. De soldaten van dit regiment verplaatsten zich per fiets en motorfiets. Het regiment rangeerde onder het Wapen der Infanterie.

## Nederland

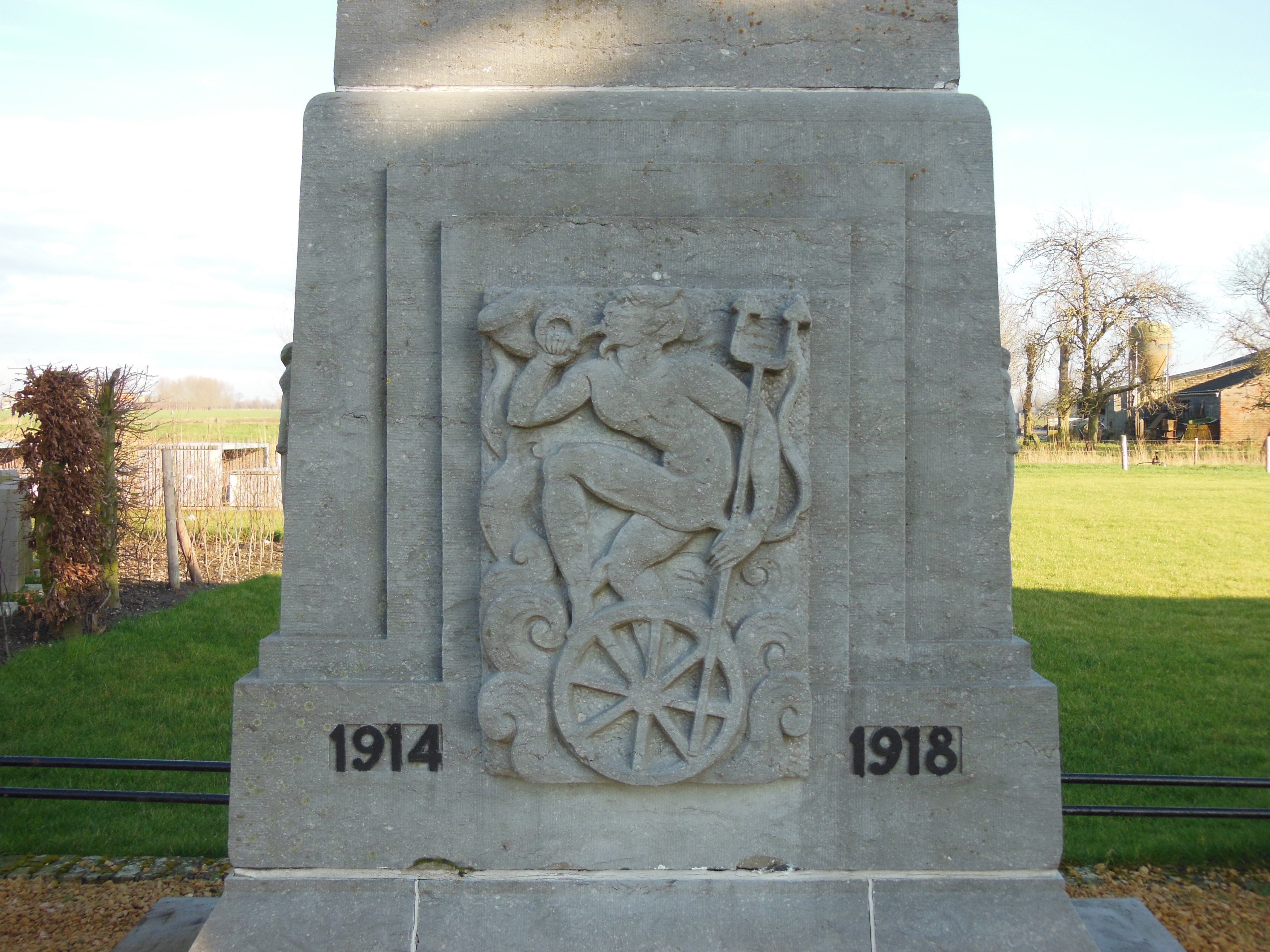
Monument van de Cyclisten (Karabiniers-Wielrijders) of "Zwarte Duivels"14-18 (WOI)

In 1922 werden de vier compagnieën wielrijders, in verband met wijzigingen als gevolg van de dienstplichtwet 1922, samengevoegd tot een Bataljon Wielrijders, gelegerd in de Isabellakazerne te 's-Hertogenbosch.
In 1924 werd het Bataljon Wielrijders omgevormd tot het Regiment Wielrijders (RW), dat werd ingericht en uitgerust als infanterieregiment. Het regiment werd wel onder de Inspecteur der Cavalerie geplaatst. Met de uitreiking van de standaard in 's-Hertogenbosch in 1928 was de vorming tot regiment rond. Regimentscommandant luitenant-kolonel van Dedem nam de standaard in ontvangst van generaal Muller Massis.
Gedurende de mobilisatie van 1939 formeerde het Regiment Wielrijders (RW) oorlogseenheden. Voor het RW betekende dit een formering van een tweede regiment (2RW). Met deze verdubbeling kwam het aantal infanteristen op het rijwiel (en op de motor) op ongeveer 5600 man te staan. Beide regimenten wielrijders traden voornamelijk op in Dordrecht en omgeving.
In 1946 zijn beide regimenten wielrijders teruggebracht tot het oorspronkelijke regiment, dat vervolgens officieel werd opgeheven.

## België
In 1898 besliste de Minister van Oorlog om elke 4e compagnie van het Regiment Karabiniers om te vormen tot een compagnie van militaire wielrijders uitgerust met Belgica-vouwfietsen. Deze compagnies krijgen hoofdzakelijk beveiligings-, verkennings- en liaisonopdrachten bij cavalerie-eenheden toegewezen. In 1911 werden deze compagnies samengevoegd tot een bataljon wielrijders dat onder het commando van Majoor SA Collyns het V-de bataljon wordt, nog steeds als deel van het Regiment Karabiniers. Vanaf 1 december 1913 werd het (volledig) onafhankelijke 1é bataljon Karabiniers-Wielrijders opgericht. De Duitsers gaven hen na de Slag der Zilveren Helmen tijdens de eerste oorlogsmaanden van 1914 de bijnaam “Zwarte Duivels”. Later werden er vier bataljons (1Cy; 2Cy; 3Cy en 4Cy) gevormd die na WOII een rol als Pantserinfanterie toebedeeld kregen. Na de grote hervormingen van de Belgische Defensie na de val van het IJzeren gordijn hielden de laatste twee van deze regimenten op te bestaan. Hun tradities werden overgenomen door de Kampen Leopoldsburg en Lagland (bij Aarlen). Op het hoogtepunt had elk regiment vijf Compagnies waaronder drie fuselierscompanies met 17 APC, een Steuncompanie met zes JPK tankjagers,  M113 ATK MILAN, vijf M113 Mor 4"2 en zeven CVRT recce en uiteindelijk een Staf en Diensten Companie en een getalsterkte van zo'n 700 militairen.

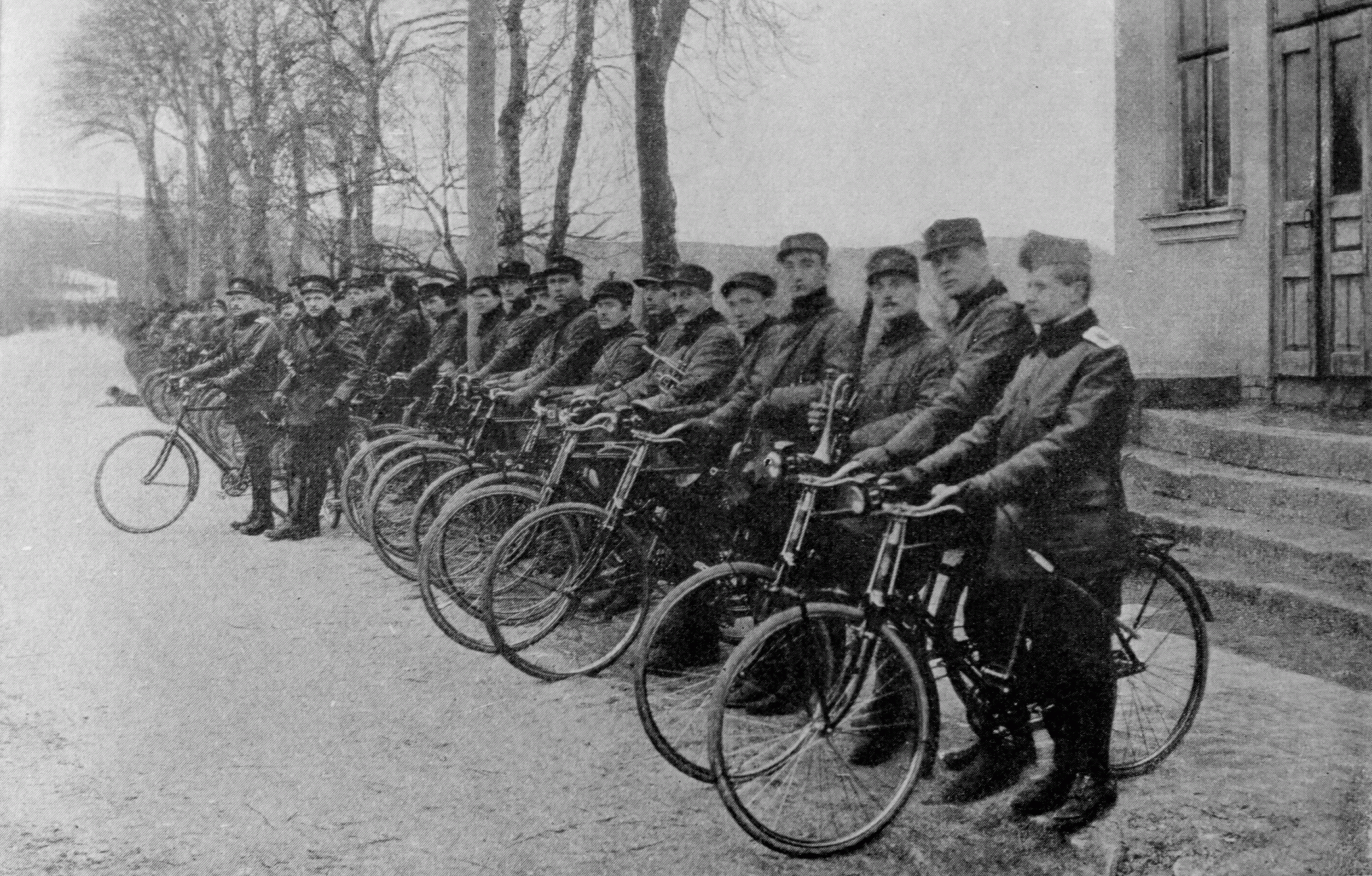
Belgische soldaten in Rusland tijdens de Eerste Wereldoorlog

## Memorabilia
Met het afnemen van het aantal nog in leven zijnde veteranen van het Regiment Wielrijders werd in de jaren 90 het initiatief genomen om memorabilia van deze regimenten te verzamelen. De zo ontstane collectie kwam na enige omzwervingen terecht in het Infanteriemuseum, dat een tijd lang gevestigd was in het Museumpark Harskamp op de legerplaats Harskamp. De collectie werd in december 2014 afgestaan aan het Vughts Historisch Museum. De Collectie Wielrijders wordt nu tentoongesteld op de Isabellakazerne. Hier was het Regiment Wielrijders gelegerd van 1922 tot 1940 en was er ooit een aanvang gemaakt met de verzameling.

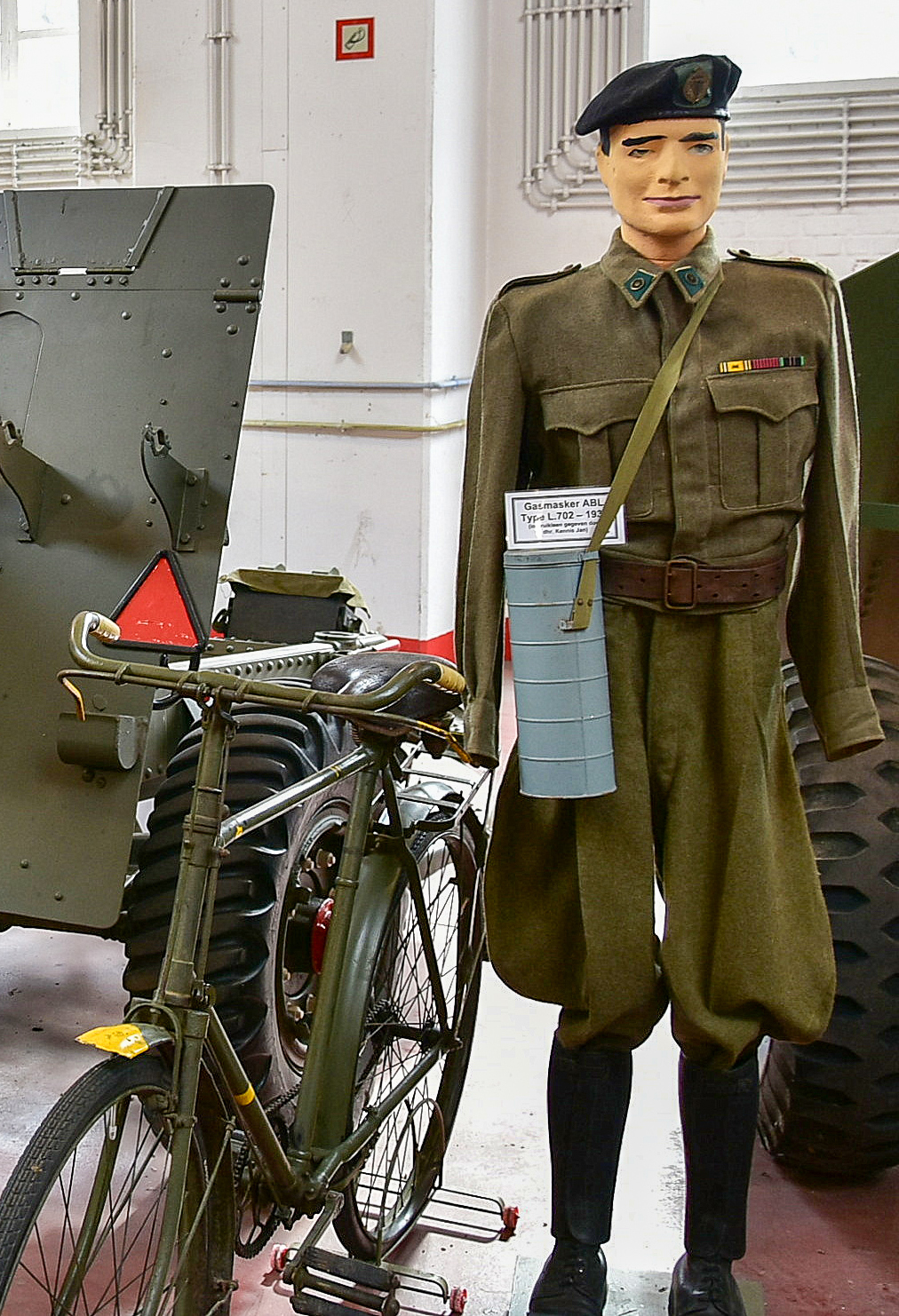
Een Belgische cyclist tijdens het Interbellum in het Site Gunfire Brasschaat-Museum

## Beheer
De Stichting Fort Isabellakazerne bekommert zich om het behoud van de herinnering aan dit regiment middels rondleidingen, publicaties en het beheer van het archief van de Stichting Militaire Wielrijders.